# Richard Addinsell
Richard Addinsell (Londres, 13 de enero de 1904 - Londres, 14 de noviembre de 1977) fue un compositor inglés que se dedicó principalmente a componer música para el cine. El Concierto de Varsovia, del largometraje Dangerous Moonlight, es una de sus obras más célebres. También escribió la banda sonora de Alicia en el país de las maravillas, entre otras muchas obras cinematográficas.

## Biografía
Durante su niñez no asistió a la escuela, siendo instruido en su propia casa. Más tarde, al finalizar sus estudios en el Hertford College de Oxford, intentó estudiar derecho, pero fracasó en el intento, por lo que empezó a estudiar música en el Royal College of Music, aunque tampoco logró finalizarla.
En 1941 compuso el Concierto de Varsovia para la película Dangerous Moonlight, una pieza de piano bastante popular. Fue grabada más de un centenar de veces y ha vendido más de tres millones de copias.
Addinsell escribió asimismo Southern Rhapsody, una breve pieza orquestal que sonaba cada mañana al inicio de las retransmisiones de TV por la compañía Southern Television en Inglaterra desde 1958 hasta 1981.
En 1932 compuso, junto con Clemence Dane, la música incidental para una adaptación teatral de Alicia en el país de las maravillas y Alicia a través del espejo de Eva Le Gallienne, estrenada en Broadway en 1933 con Josephine Hutchinson como actriz protagonista. Este último año se trasladó a los Estados Unidos.
En 1942 colaboró con Joyce Grenfell en varios espectáculos televisivos.
Addinsell se retiró de la vida pública en la década de 1960, siendo durante muchos años compañero del diseñador de moda Victor Stiebel, quien murió un año antes que Addinsell, en 1976.
Los estudios cinematográficos, como era frecuente con la música del cine en la década de 1950, destruyeron la mayor parte de su obra, asumiendo que nadie estaría interesado en ellas. Sin embargo, se han publicado algunas grabaciones de su música desde su muerte, siendo reconstruidas por el musicólogo y compositor Philip Lane a partir de las bandas sonoras de las propias películas.

## Créditos en el cine
- The Amateur Gentleman (1936)
- Fire Over England (1937)
- Goodbye Mr. Chips (1939)
- Gaslight (1940)
- Blithe Spirit (1945)
- A Christmas Carol (1951)
- Scrooge (1951)
- Tom Brown's Schooldays (1951)
- The Prince and the Showgirl (1957)
- A Tale of Two Cities (1958)
- Beau Brummell, de Curtis Bernhardt (1955)
- The Waltz of the Toreadors (1962)